# Samokow

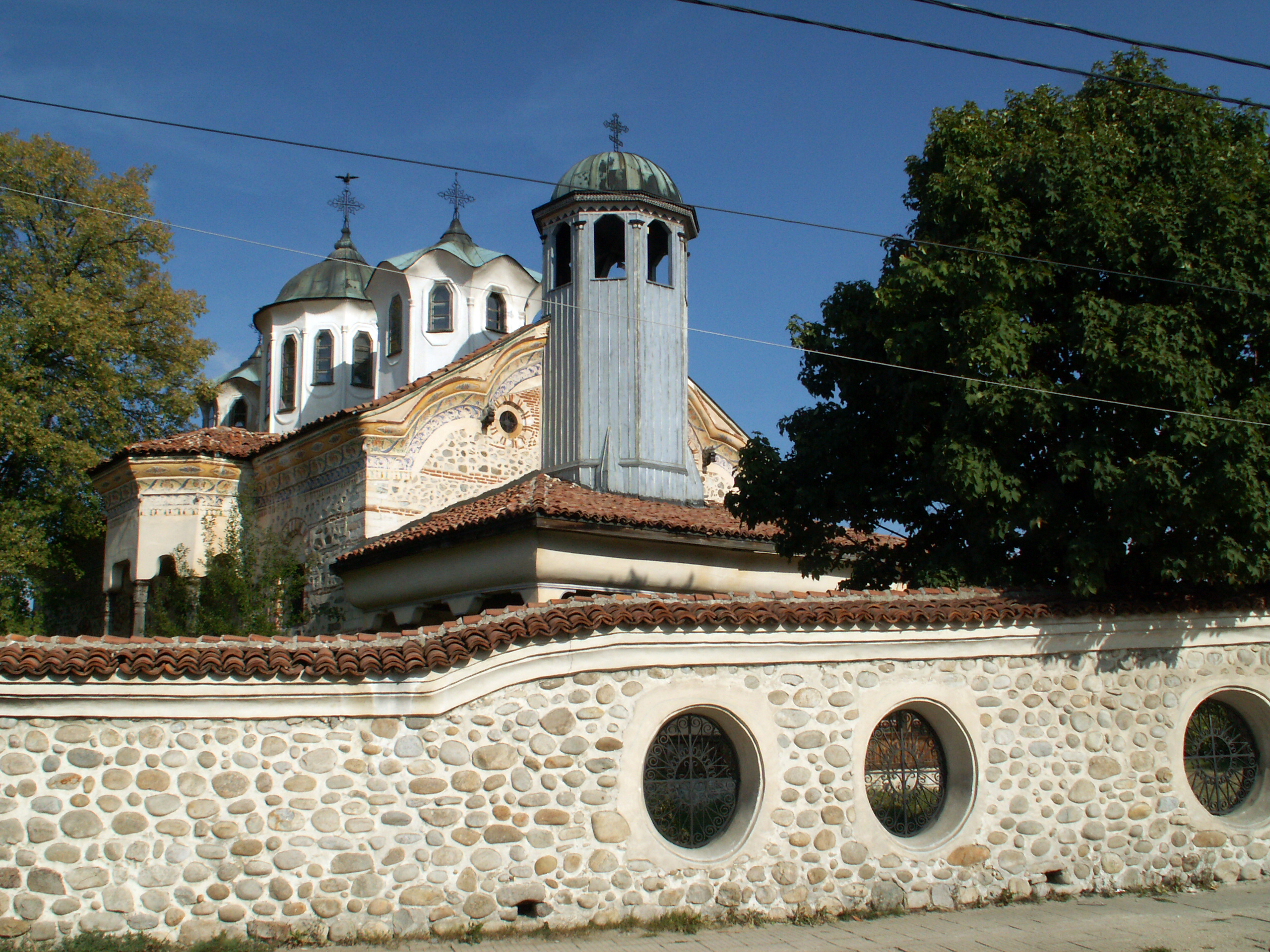
Cerkiew św. Mikołaja

Samokow (bułg. Самоков [ˈsamokof]) – miasto w Bułgarii, w obwodzie sofijskim, centrum administracyjne gminy Samokow. Według danych szacunkowych Krajowego Urzędu Statystycznego, 31 grudnia 2022 roku miejscowość liczyła 24 186 mieszkańców.

## Religia
W mieście znajdują się liczne świątynie:
- Monaster Opieki Matki Bożej – prawosławny żeński monaster. Monaster został założony w 1772 jako żeńska wspólnota afiliowana przy klasztorze Chilandar. Cerkiew monasterską zbudowano w latach 1837–1839, następnie wzniesiono przy niej zabudowania mieszkalne i gospodarcze[2].
- Cerkiew św. Mikołaja powstała w 1861 roku. Świątynia jest jednoabsydowa, z trzema kopułami, z otwartym przedsionkiem i dzwonnicą nad głównym wejściem[3].
- Cerkiew Ofiarowania Najświętszej Maryi Panny, powstała w 1935 roku[4].
- Cerkiew Zaśnięcia Najświętszej Maryi Panny wybudowana na przełomie XVIII i XIX wieku. Posiada unikalne rzeźby drewniane.
- Belowa cyrkwa – średniowieczna prawosławna cerkiew. Zbudowana z kamienia.
- Bajrakli dżamija – nieczynny meczet, obecnie muzeum.

## Turystyka i sport
Samokow to centrum zimowych sportów. Na południe od miasta znajduje się pierwszy w Bułgarii kurort Borowec, powstały w 1942 roku oraz kurort w Gowedarci, a także turystyczny kompleks położony pod szczytem górskim Malowica (2729 m n.p.m.), w szerokiej dolinie rzeki o tej samej nazwie.
Z miasta prowadzą liczne szlaki turystyczne. W górach znajdują się schroniska turystyczne takie jak: Malowica, usytuowana w północno-zachodniej części Riły (1960 m n.p.m.), Musała (2390 m n.p.m.), czy Zawraczica (2180 m n.p.m.).
Miasto było, w grudniu 2014, gospodarzem mistrzostw Europy w biegach przełajowych. W Samokowie znajdują się dwie skocznie narciarskie: Czernija kos oraz Musała. W mieście swoją siedzibę ma piłkarski klub sportowy Riłski Sportist Samokow.

## Osoby związani z miastem
W Samokowie urodziło się wielu znanych bułgarskich skoczków narciarskich, np.: Władimir Zografski (1993) i jego ojciec Emił Zografski (1968) oraz Władimir Brejczew (1958), Walentin Bożiczkow (1958), Angeł Stojanow (1958), Georgi Żarkow (1976), czy Petyr Fyrtunow (1989), a także:
- Krasimir Anew (1987) – bułgarski biathlonista
- Auksencjusz (Czeszmedżiew) (1798–1865) – bułgarski biskup prawosławny, działacz bułgarskiego odrodzenia narodowego
- Jordanka Fandykowa (1962) – bułgarska polityk
- Ralica Galewa (1988) – bułgarska biathlonistka
- Biser Georgiew (1973) – bułgarski zapaśnik
- Iwajło Jordanow (1966) – bułgarski piłkarz
- Todor Manow (1969) – bułgarski piłkarz
- Paweł (Konstantinow) (1982–1940) – bułgarski biskup prawosławny
- Petyr Popangełow (1959) – bułgarski narciarz alpejski
- Lubomir Popow (1967) – bułgarski narciarz alpejski
- Zachari Zograf (1810–1853) – bułgarski malarz
- Stanisław Dospewski (1823-1878) - bułgarski malarz

## Miasta partnerskie
- Kostroma, Rosja